# Cynorkis bardotiana
Cynorkis bardotiana là một loài thực vật có hoa trong họ Lan. Loài này được Bosser mô tả khoa học đầu tiên năm 1998.